# Cao Tiến Dũng
Cao Tiến Dũng (sinh năm 1972) là chính trị gia người Việt Nam. Ông hiện là Ủy viên Ban Thường vụ Tỉnh ủy Đồng Nai, Trưởng ban Tuyên giáo và Dân vận Tỉnh ủy.
Ông từng giữ chức vụ Phó Bí thư Tỉnh ủy, Chủ tịch Ủy ban nhân dân tỉnh Đồng Nai, Trưởng ban Dân vận Tỉnh ủy.

## Tiểu sử
Cao Tiến Dũng sinh ngày 27 tháng 2 năm 1972, quê quán tại tỉnh Quảng Nam.
Ông có bằng Cử nhân Kinh tế, Kĩ sư xây dựng, Thạc sĩ Quản lý hành chính công.
Ngày 29 tháng 7 năm 2002, Cao Tiến Dũng gia nhập Đảng Cộng sản Việt Nam.
Ông có chứng chỉ Cao cấp lí luận chính trị của Đảng này.
Cao Tiến Dũng từng giữ các chức vụ Phó chủ tịch Ủy ban nhân dân huyện Cẩm Mỹ; Phó Giám đốc rồi Giám đốc Sở Kế hoạch và đầu tư tỉnh Đồng Nai, Bí thư Huyện ủy Long Thành.
Ngày 30 tháng 8 năm 2019, Ban Chấp hành Đảng bộ tỉnh Đồng Nai đã bầu ông Cao Tiến Dũng, Ủy viên Ban Thường vụ Tỉnh ủy, Bí thư Huyện ủy Long Thành giữ chức Phó Bí thư Tỉnh ủy.
Ngày 30 tháng 8 năm 2019, tại kì họp lần thứ 11 (bất thường) của Hội đồng nhân dân tỉnh Đồng Nai khóa 9, 78 trong tổng số 79 đại biểu Hội đồng nhân dân đã bầu ông Cao Tiến Dũng giữ chức vụ Chủ tịch Ủy ban nhân dân tỉnh Đồng Nai nhiệm kỳ 2016 - 2021 thay ông Đinh Quốc Thái nghỉ hưu. Lúc này, Cao Tiến Dũng đang là Ủy viên Ban thường vụ Tỉnh ủy Đồng Nai, Bí thư Huyện ủy Long Thành.
Ngày 1 tháng 8 năm 2023, ông thôi giữ chức vụ Phó Bí thư Tỉnh ủy, Chủ tịch UBND tỉnh Đồng Nai, nhiệm kỳ 2021-2026.
Ngày 28 tháng 8 năm 2023, Ban Thường vụ Tỉnh ủy Đồng Nai có quyết định điều động ông đến công tác tại Ban Dân vận. Ông Dũng được bổ nhiệm giữ chức trưởng ban trong thời gian 5 năm.
Ngày 18 tháng 2 năm 2025, Tỉnh ủy Đồng Nai đã công bố các quyết định bổ nhiệm, điều động các cán bộ chủ chốt sau khi hợp nhất và kết thúc một số ban đảng. Ban Thường vụ Tỉnh ủy Đồng Nai đã có quyết định bổ nhiệm ông giữ chức vụ Trưởng ban Tuyên giáo và Dân vận Tỉnh ủy.

## Kỷ luật
Trong các ngày 21 và 22-3-2023, Ủy ban Kiểm tra Trung ương đã họp kỳ thứ 27 dưới sự chủ trì của Chủ nhiệm Ủy ban Kiểm tra Trung ương Trần Cẩm Tú.
Căn cứ quy định của Đảng, Ủy ban Kiểm tra Trung ương quyết định:
- Thi hành kỷ luật cảnh cáo Ban cán sự Đảng UBND tỉnh Đồng Nai các nhiệm kỳ 2011 - 2016, 2016 - 2021; Đảng ủy Tổng công ty Tín Nghĩa nhiệm kỳ 2015 - 2020.
- Cảnh cáo các ông Cao Tiến Dũng, Phó Bí thư Tỉnh ủy, Bí thư Ban cán sự Đảng, Chủ tịch UBND tỉnh; Võ Văn Chánh, ủy viên Ban Thường vụ Tỉnh ủy, Bí thư Thành ủy Biên Hòa, tỉnh Đồng Nai.
- Ủy ban Kiểm tra Trung ương đề nghị Bộ Chính trị xem xét, thi hành kỷ luật Ban Thường vụ Tỉnh ủy Đồng Nai các nhiệm kỳ 2010 - 2015, 2015 - 2020.